# 完泽 (鲁国长公主)
完泽（?—?），元朝公主。下嫁弘吉剌部。
完泽下嫁弘吉剌部的首领斡罗真，斡罗真是纳陈之子，按陈之孙，特薛禅曾孙。特薛禅是成吉思汗夫人孛儿帖的父亲。按陈是忽必烈皇后察必的父亲。斡罗真的女儿失怜答里嫁给了元成宗铁穆耳，生子德寿。完泽公主死后，斡罗真续娶元世祖忽必烈的女儿囊家真（元成宗的姑母）。1277年，斡罗真被弟弟只儿瓦台杀死。完泽被追封鲁国长公主。